# معدن طلای زد

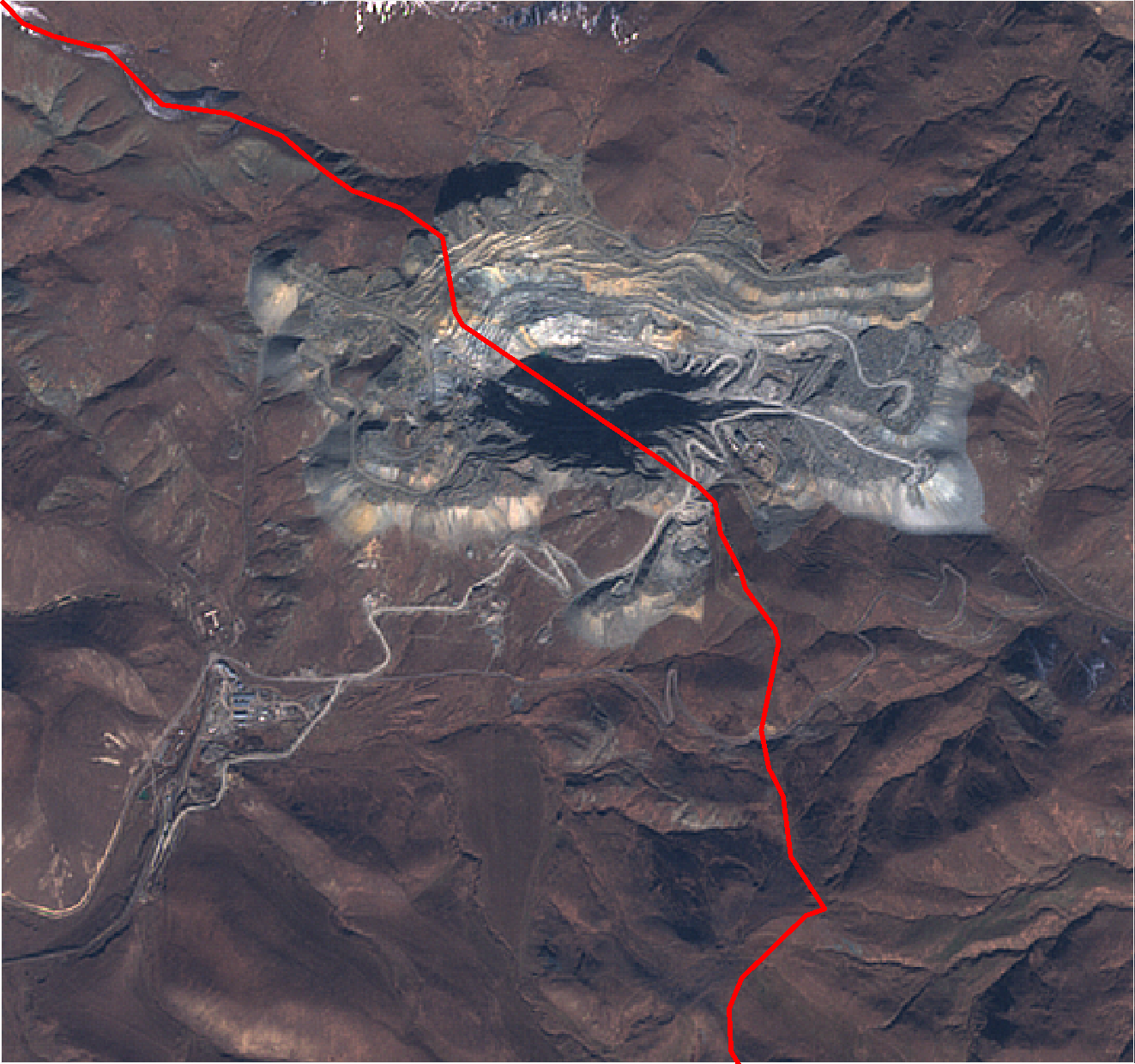
معدن زُد (Zod) در مرز آذربایجان و ارمنستان در یک عکس ماهواره ای گرفته شده توسط Sentinel-2 از ۱۴ نوامبر ۲۰۲۰. خط قرمز مرز میان جمهوری آذربایجان (راست) و ارمنستان (چپ) را نشان می‌دهد.

معدن طلای زُد (به ترکی آذربایجانی: Zod qızıl yatağı؛ ارمنی: Սոթքի ոսկու հանքավայր) در حال حاضر بزرگترین معدن طلا در جمهوری آذربایجان و جمهوری ارمنستان از نظر ذخایر طلای خالص است. این معدن در مجاورت شهرستان کلبجر جمهوری آذربایجان و در بخش مجاور ستک (پیش‌تر زِد) ارمنستان قرار دارد. از لحاظ موقعیت ۷۶٪ از این معدن در آذربایجان ۲۴٪ آن در ارمنستان قرار دارد. ذخایر طلای خالص موجود در این معدن بیش از ۱۲۰ تن تخمین زده می‌شود حداقل محتوای سودآور فلزات گرانبها در سنگ‌های معدن معادل ۰٫۸ گرم در هر تن است.
این معدن در سال ۱۹۵۱ کشف شد و از سال ۱۹۷۶ در حال بهره‌برداری است در سال ۱۹۹۳، در جریان جنگ اول قره باغ، منطقه کلبجر آذربایجان (از جمله قسمت آذربایجانی معدن) تحت کنترل کامل ارمنستان قرار گرفت و همچنان تا نوامبر سال ۲۰۲۰ باقی ماند ولی به‌طور قانونی بخشی از جمهوری آذربایجان بود. در سال ۲۰۰۷، ارمنستان به‌طور یک جانبه به شرکت روسی GeoProMining حق بهره‌برداری از معدن را اعطا کرد. ۳۲۰٬۵۰۰ تن سنگ طلا در سال ۲۰۰۹، ۴۹۰٬۰۰۰ تن در سال ۲۰۱۰، ۸۸۰٬۰۰۰ تن در سال ۲۰۱۱ استخراج شد. میان ۳۵۰ تا ۴۰۰ کارگر در این معدن مشغول به کار بودند. این سنگ معدن در کارخانه استخراج طلای آرارات پردازش شده و در آنجا از طریق راه‌آهن حمل می‌شد.
با شروع جنگ ۲۰۲۰ قره‌باغ در ۲۷ سپتامبر، شرکت GeoProMining به‌طور موقت بهره‌برداری از معدن را متوقف کرد. در ۲۵ نوامبر ۲۰۲۰، واحدهای نیروهای مسلح آذربایجان، مطابق با بیانیه ای که توسط رئیس‌جمهور آذربایجان، نخست‌وزیر ارمنستان و رئیس‌جمهور روسیه پس از درگیری امضا شد، وارد منطقه کلبجر شدند، سپس توسط نیروهای ارمنستان تخلیه شد. کارهای مهندسی و مین‌زدایی توسط واحدهای آذربایجانی انجام شد. روز بعد، هاکوب اوتیان، رئیس جامعه ارامنه گغاماسار، مجاور آذربایجان، از ورود ارتش آذربایجان به معدن خبر داد. به گفته وی، به دنبال مذاکرات آذربایجانی‌ها بدون تیراندازی به آنجا آمده بودند و خواستار آزادسازی این سرزمین شدند. به گفته اوتیان، کارمندان معدن بدون هیچ تهدیدی شروع به ترک محل کردند. عصر همان روز، اعلام شد که نمایندگان ارمنستان، روسیه و آذربایجان شروع به انجام کارهای تعیین مرز با استفاده از فناوری GPS برای تعیین محل مرز کشور کردند. نیروهای آذربایجانی سه پست نظامی در سمت آذربایجانی معدن مستقر کردند. در ۲۷ نوامبر، پس از مذاکرات طولانی بین ارتش آذربایجان و نمایندگان GeoProMining، کارکنان این شرکت بخش آذربایجانی معدن را ترک کردند.